# E.T.: Phone Home!
E.T.: Phone Home! est un jeu d'aventure développé et édité par Atari sur la famille d'ordinateurs 8-bits Atari. Comme son prédécesseur sur Atari 2600 E.T. the Extra-Terrestrial, il reprend le scénario du film, qui consiste à aider E.T. à contacter son vaisseau grâce à un émetteur, dans le but de lui permettre de retourner dans l'espace,,,,,,.

## Accueil
- Video Games Player : B[2]
- Computer Games : B[4]
- Software Encyclopedia : 4/5 [5]
- Personal Computer Games : 5/10[6]